# アベス島

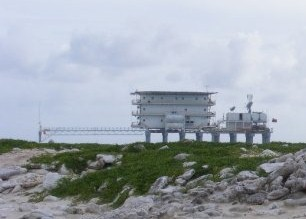
アベス島のシモン・ボリバル海軍基地

アベス島（アベスとう、スペイン語: Isla de Aves）は、カリブ海にあるベネズエラ領の島である。ベネズエラの軍事下の管理に置かれているため、一般人の島への上陸は難しく、島への上陸が出来るのは軍人及び関係者だけである。しかし、ベネズエラ人のみの上陸は特別な許可で上陸が許された。アマチュア無線家たちの最も関心の高い場所の一つともなっている。ドミニカ国が島の領有権を主張しており、排他的経済水域における領土問題が起きている。因みにドミニカ国では英名でバード島（Bird Island）と呼んでいる。

## 地理
ベネズエラ本土から約500Km以上はなれた場所にあり、カリブ海は小アンティル諸島のグアドループの遠く西の方、ドミニカ国から西の230Km沖合いにある、サンゴ礁の砂州からなる小さな孤島である。海抜が低く、長さ375メートル、幅50メートルのとても小さな島なので、ハリケーン時には時々、海中に沈む時がある。海鳥やミドリガメの休息場所でもある。

## 歴史
アベス島は1587年、スペイン人のAbaro・Sanzzeにより発見され、イスラ・デ・アベスを示したと言われている。後にイギリス、スペイン、ポルトガル、オランダが領有権を主張。1878年から1912年までは、アメリカが鳥糞石の採掘のためアベス島を占領していた。1895年にベネズエラのホアキン・クレスポ大統領が島をベネズエラの一部として組み込んだ。1950年にベネズエラ海軍が島に来て島の制御を取った。島の領有を主張していたドミニカ国と論争が起き、1978年にベネズエラ政府が島の実効支配をするため軍事基地及び軍事演習の目的として、島に建物を建設して以来、ドミニカ国を始めとする東カリブ諸国の反発を招き、現在に至っている。

## 領土問題
現在アベス島はベネズエラが占領しているが、ドミニカ国もアベス島の領有を主張しておりベネズエラ人の居住に反対している。2001年、ドミニカ国の反発をよそにベネズエラ政府はアベス島の軍事基地を拡大し、2004年には海軍基地も拡大した。
セントクリストファー・ネイビスやセントルシアやセントビンセント・グレナディーン諸島、バルバドスなどの東カリブ諸国で構成されている東カリブ諸国機構（OECS）の加盟国もドミニカ国と共にベネズエラによるアベス島の占領に反発している。
ウゴ・チャベス大統領はガイアナとの領土問題と同様に、アベス島はベネズエラの領土だと主張しており、2006年6月27日に問題解決のためドミニカ国とセントビンセント・グレナディーン諸島の首相と会談した。
島にはエビやマグロなどの水産資源が豊富に確認されている。ドミニカ国の漁師が島の周辺で魚や亀などの漁をしているが、島に駐留するベネズエラの沿岸警備隊が巡回を行っているため、緊張が続いている。豊かな石油や天然ガスが島の領海内に埋蔵しているとも言われており、ベネズエラ政府はそれらの戦略資源が島にある事に注目している。
グアドループとマルチニークを領有するフランスやアメリカ合衆国、オランダもアベス島の領土問題に関心を持っている。